# Kojátky
Kojátky är en ort i Tjeckien.   Den ligger i regionen Södra Mähren, i den östra delen av landet, 210 km sydost om huvudstaden Prag. Kojátky ligger 247 meter över havet och antalet invånare är 361.
Terrängen runt Kojátky är platt västerut, men österut är den kuperad. Kojátky ligger nere i en dal. Runt Kojátky är det ganska tätbefolkat, med 72 invånare per kvadratkilometer. Närmaste större samhälle är Vyškov, 11,9 km norr om Kojátky. Trakten runt Kojátky består till största delen av jordbruksmark.